# Europastraße 67
Die Europastraße 67 (kurz: E 67) oder auch Via Baltica ist eine Fernverkehrsstraße, die Prag, Breslau und Warschau über Lazdijai, Kaunas, Riga und Tallinn (Fähre) mit Helsinki verbindet. Sie ist damit die wichtigste Straßenverkehrsverbindung Nordosteuropas. Zum Teil ist sie autobahnähnlich ausgebaut, der vollständige Ausbau zur Autobahn ist langfristig vorgesehen. Ihre Gesamtlänge beträgt knapp 1700 Kilometer.

## Verlauf

### Tschechien
Die Europastraße 67 beginnt in Prag und verläuft zunächst entlang der tschechischen Autobahn Dálnice 11 bis nach Jaroměř. Anschließend folgt sie der Staatsstraße 33 bis zur polnischen Grenze. Es ist geplant, die Autobahn bis zur polnischen Grenze zu verlängern.

### Polen
Innerhalb Polens verläuft die „Via Baltica“ von der tschechischen Grenze über Breslau, Warschau, Białystok und Suwałki bis zur litauischen Grenze. Sie ist vollständig entlang der Landesstraße 8, die durch die Autobahn A8 bei Breslau und durch die Schnellstraße S8 auf der Strecke von Breslau bis Białystok ersetzt wurde bzw. werden wird, aber mit 13 km ist sie als die Schnellstraße S61 gemeinsam mit der Landesstraße 8 ausgeführt. Zusätzlich wurde 2009 beschlossen, die Schnellstraße S61 von Ostrów Mazowiecka über Ełk und Suwałki in das Straßennetz aufzunehmen und die Europastraße 67 von der heutigen Strecke der Landesstraße 8 von Ostrów Mazowiecka über Białystok und Suwałki auf diese geplante Trasse zu verlegen. Seit der Fertigstellung der beiden Schnellstraßen S8 und S61 verläuft die E 67 ab Wrocław komplett auf autobahnähnlichen Straßen.

### Litauen
Von der Grenze bis nach Kaunas handelt es sich um die litauische Fernstraße A5. Anschließend verläuft die E 67 entlang der Fernstraßen A1 und A8 bis südlich von Panevėžys. Von dort führen die Ortsumfahrung von Panevėžys (A17) und die Fernstraße A10 zur lettischen Grenze. Die Strecke ist zumeist zweispurig; sie hat häufig Seitenstreifen und Beschleunigungsstreifen an den Zufahrten. Der kurze Abschnitt der A1 ist als Autobahn ausgebaut und beschildert. Die Ortsumfahrung Kaunas und der Abschnitt Garliava – Mauručiai sind vierspurig ausgebaut, aber nicht als Autobahn beschildert. Es ist geplant, die A5 als vollwertige Autobahn auszubauen und auf der A8 einige Ortsumfahrungen zu errichten. Bis 2030 soll der gesamte Teil der Via Baltica auf litauischem Staatsgebiet an internationale Anforderungen an Fernstraßen angepasst werden.

### Lettland
Innerhalb Lettlands verläuft die „Via Baltica“ über die staatlichen Hauptstraßen A 7, A 5, A 6, A 4 und A 1. Diese haben zumindest im Gebiet um Riga ähnlichen Ausbaustandard wie die Strecke in Litauen.

### Estland
Von der Staatsgrenze bis nach Tallinn folgt die E 67 der Straße Põhimaantee 4. Ein kleiner Abschnitt bei Pärnu ist autobahnähnlich ausgebaut, der Rest ist einfache Landstraße. Ab der Abzweigung Põhimaantee 9 Höhe Ääsmäe bis zur estnischen Hauptstadt Tallinn ist die Straße auf einer Länge von circa 30 km ebenfalls vierspurig ausgebaut.
Ein 2+1-Ausbau der bisher zweispurigen Abschnitte war von 2015 bis 2017 geplant.
Zwischen Tallinn und Helsinki verkehren Fähren. Es hat seitens der Metropolregion Helsinki Überlegungen gegeben zu einer festen Querung der Ostsee zwischen Helsinki und Tallinn per Tunnel.

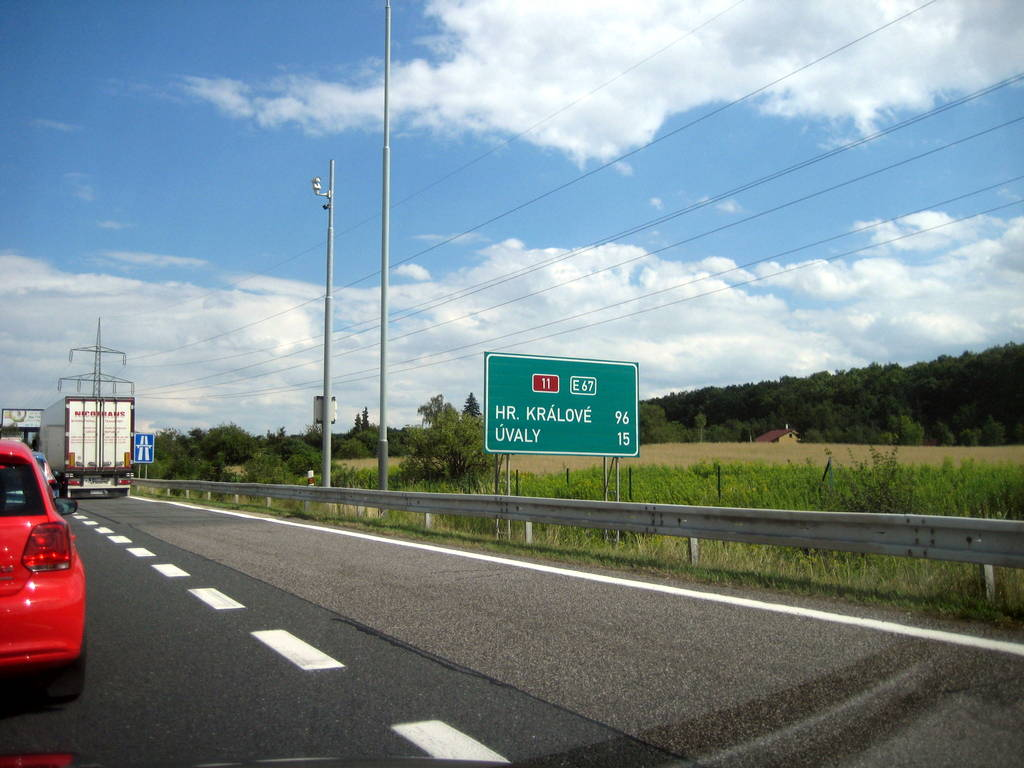
Beginn der E 67 bei Prag.
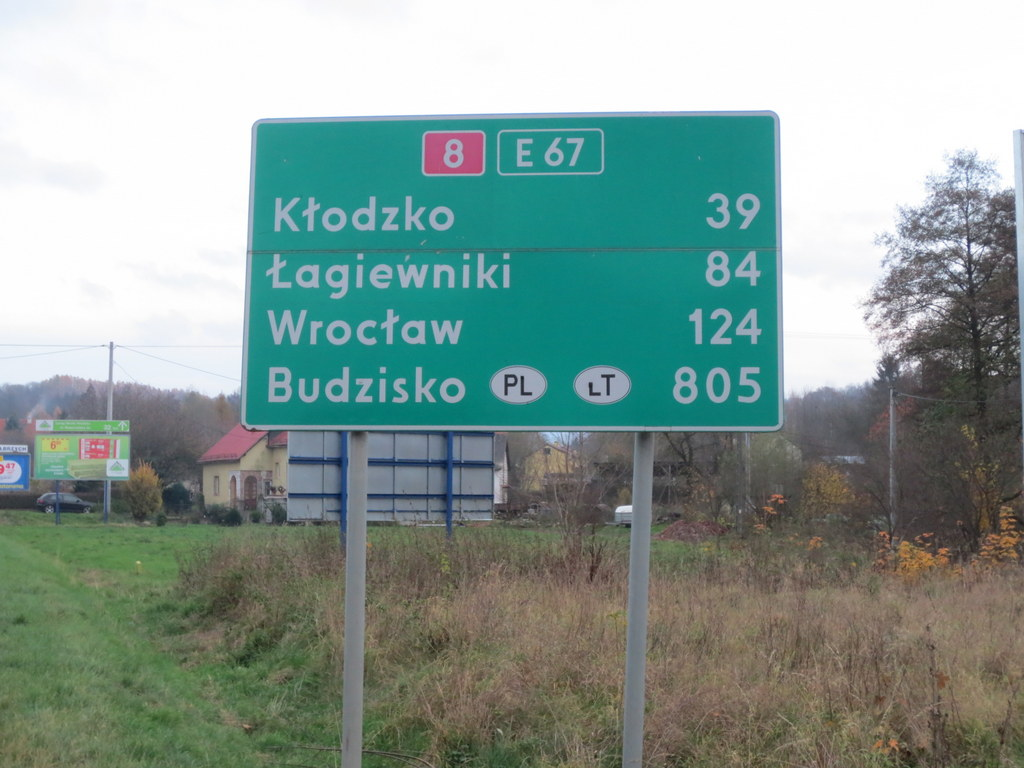
Entfernungstafel hinter der tschechischen Grenze in Polen
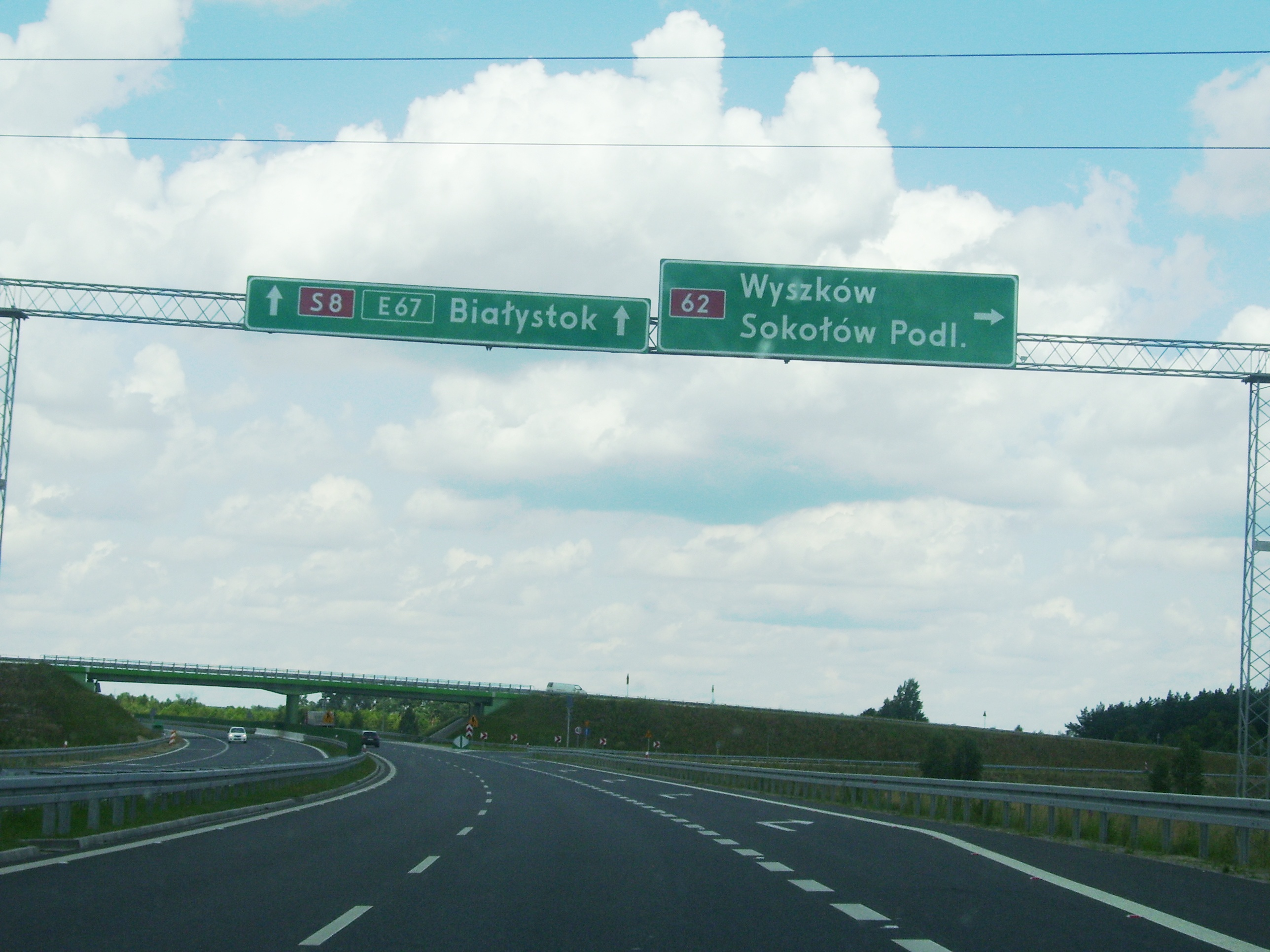
E 67 in Masowien (Polen)
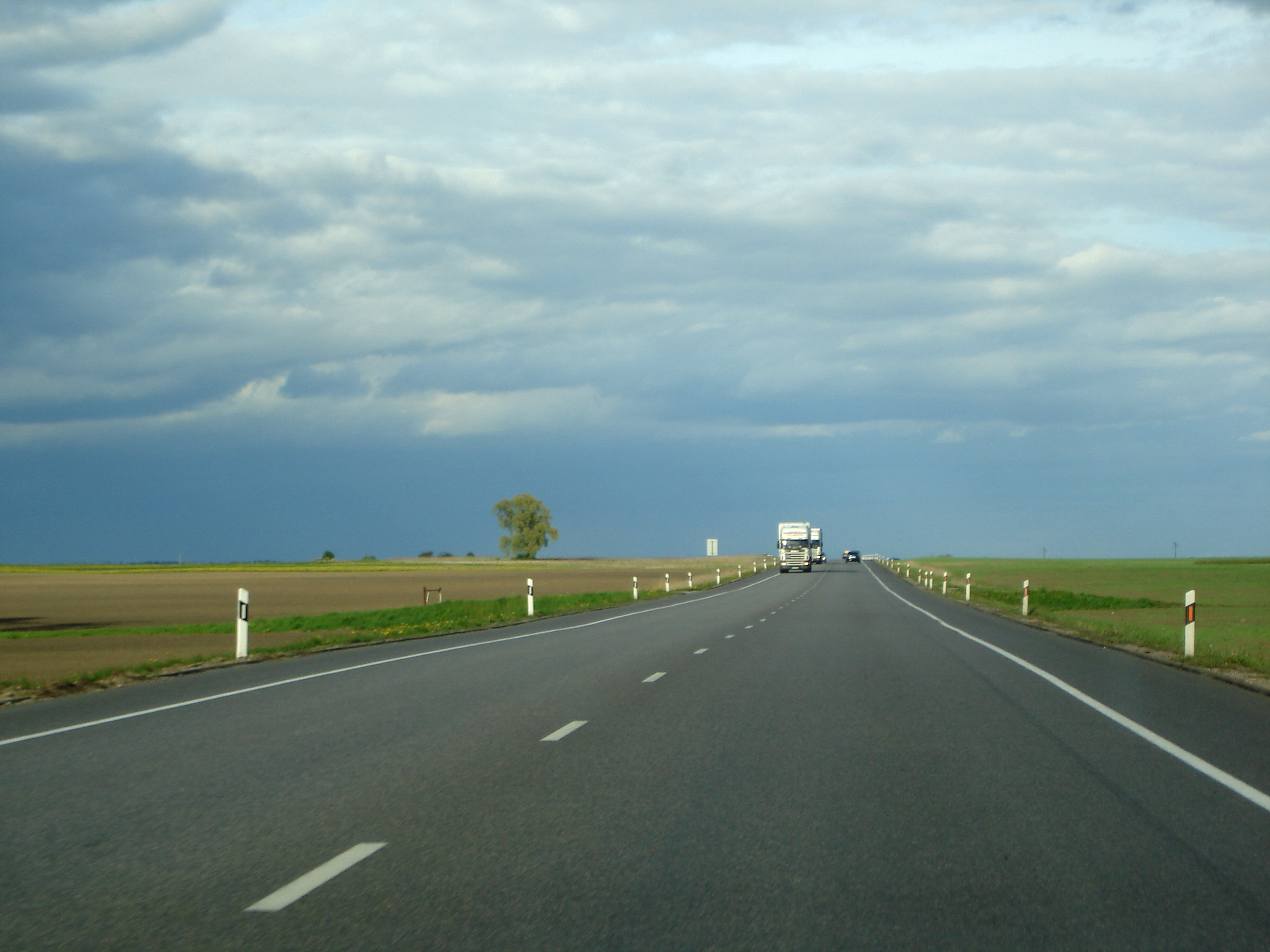
E 67 im Süden Litauens
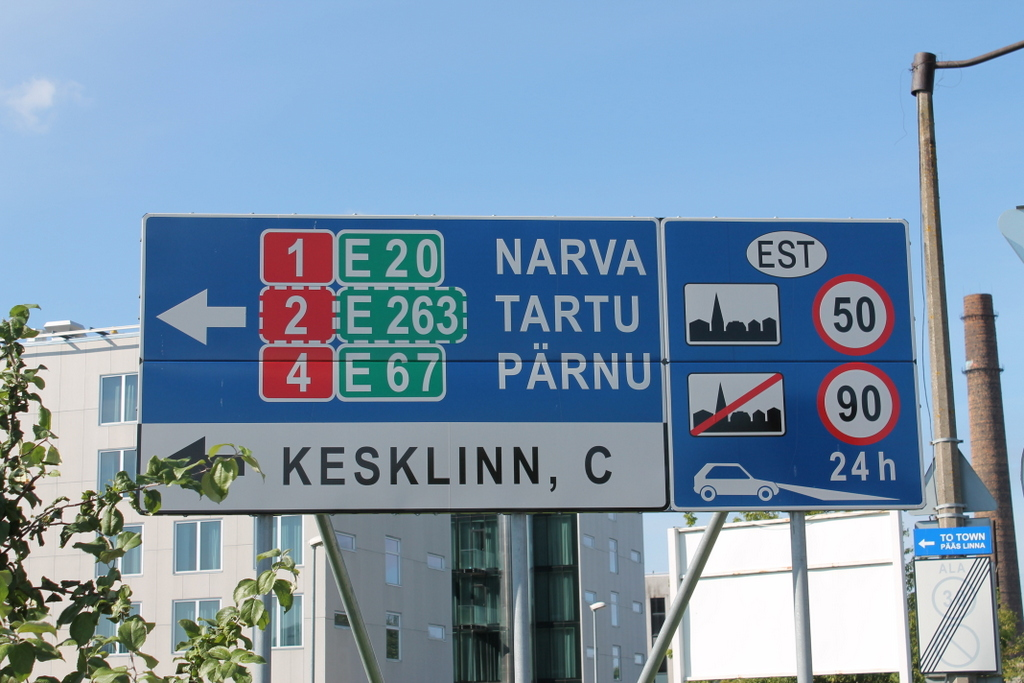
Nördlicher Beginn der E 67 am Fährhafen Tallinn